# Omar Abdel-Razeq
 (octobre 2015).
Si vous disposez d'ouvrages ou d'articles de référence ou si vous connaissez des sites web de qualité traitant du thème abordé ici, merci de compléter l'article en donnant les références utiles à sa vérifiabilité et en les liant à la section « Notes et références ».
Omar Abdel-Razeq, né en 1958 à Salfit en Cisjordanie dans une famille d'agriculteurs, est un économiste et homme politique palestinien du parti Hamas. Ministre des Finances du 29 mars 2006 au 17 mars 2007 après avoir été libéré d'une prison israélienne où il était en détention administrative depuis le 13 décembre 2005. Il avait été placé une première fois en détention administrative en 1997.
Il fait ses études secondaires dans les écoles de Salfit et obtient son doctorat en mai 1986 à l'Université de l'Iowa aux États-Unis.
Avant de devenir ministre des Finances en 2006, il est professeur d'économie à l'Université nationale d'Al-Najah et est également chercheur à l'Institut Mass pour les études économiques à Ramallah.
Ce spécialiste de l'économie mathématique et internationale est lauréat de plusieurs prix d'honneur tels que le prix 1991 Abdel Hamid Shouman pour les jeunes Arabes en sciences sociales.